# イルマ・グレーゼ
イルマ・グレーゼ（ドイツ語: Irma Grese, 1923年10月7日 - 1945年12月3日）は、アウシュヴィッツ＝ビルケナウ強制収容所（以下「アウシュビッツ強制収容所」と称する）ならびにベルゲン・ベルゼン強制収容所の女性看守。

## 経緯
元々、ナチスの一組織ドイツ女子同盟（BDM）に深く共鳴し、15歳で学校を辞めた後、親衛隊幹部のサナトリウムで看護師などをしていたが、18歳の時にラーフェンスブリュック強制収容所で看守として訓練を受け、19歳の時にアウシュビッツ強制収容所に配属された。その後、連絡主任にまで出世する。

## 収容所での振る舞い
アウシュビッツ強制収容所の囚人女医ジゼラ・ペルルによると、風貌は美しい天使の如き無垢な顔の少女であったが、女性看守の中では最も残酷であり、ユダヤ人女性の乳房に鞭を振るって大ケガをさせることで心的快感を得るサディスティックな側面を持っていたという。元収容者であるオルガ・レンゲルも回想録『5本の煙突』において、同様にイルマの性的サディズムについて記述している。
また、ヨーゼフ・メンゲレらとの醜聞の噂も絶えず、堕胎手術を頼んだ事もあったとされる。
さらに、ガス室行きが決定された囚人に犬をけしかけて噛み付かせたりする行為等、収容所を説明する数々の文献に悪名高き者として取り上げられる事も多く、ベルゲン・ベルゼン強制収容所の元収容者、バリー・スパンヤードは解放後にイルマの悪事の数々を自著に綴った上で「石の心を持つ女」と講演等において痛烈に批判している。

## ベルゼン裁判

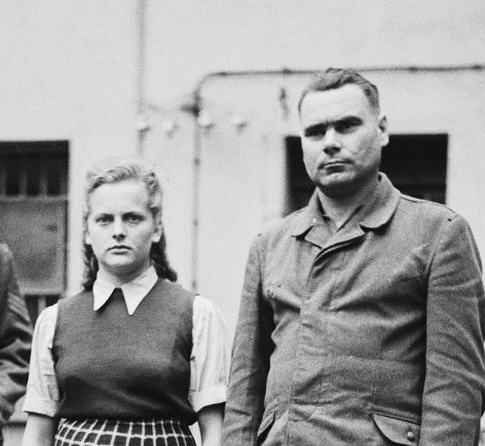
ベルゼン裁判が経過中のイルマ・グレーゼとヨーゼフ・クラーマー（1945年８月）

ドイツ降伏直前の1945年4月17日、ベルゼンに入ったイギリス軍によって逮捕された。その後、ナチスの数々の人道に対する罪を裁くベルゼン裁判で「戦争犯罪裁判規定」第4条に基づき、コーンウォール公軽歩兵第五連隊よりベルゼン所長ヨーゼフ・クラーマーを含む他の43名と共に戦争犯罪の罪状で起訴されている。同年11月17日に死刑判決を受け、翌月の12月3日にイギリスの死刑執行人アルバート・ピアポイントの手で刑が執行された。22歳没（ナチスでの全刑死者では最年少である）。

ピアポントの死刑執行にはイギリス軍の連隊先任軍曹リチャード・アントニー・オニールが付き添っている。
我々は階段をのぼり死刑判決を受けた人間が待っている部屋に向かった。ドイツ軍の将校がドアの前にいて、我々が来ると勢いよくドアを開けたので、我々は列をなして廊下を居並ぶ面々の前を通り過ぎ、死刑執行室の中にはいった。そこでも将校が直立不動で立っていた。准将のペイトン・ウォルシュも腕時計を持ち上げて立っていた。ペイトン・ウォルシュが私に合図を送り、部屋には嘆息の音がもれて響きわたるなか、私は廊下を歩いてイルマ・グレーゼがいる部屋の前まで行った。「イルマ・グレーゼ」と私が呼ぶ。すぐさまドイツ軍の衛兵が12個の点検口を完全に閉めて、ドアを開けると、イルマ・グレーゼが中から出てきた。その部屋は私には小さすぎて中に入ることができず、イルマ・グレーゼを廊下で拘束せざるをえなかった。「ついてきなさい」と私は英語でいい、それをオニールがドイツ語で復唱した。午前9時34分、イルマ・グレーゼは死刑執行室にはいり、周囲で死刑を見守る将校たちをつかのま凝視してから、私があらかじめ立ち位置を記しておいた死刑台の中央に足を進めた。目印のところで毅然とした姿で立っているイルマ・グレーゼに、私が頭へ白い布をかぶせると、彼女は物憂げに「Schnell」（さっさとして）と言った。音を立てて床が落ち、私とともに死刑台の下にいった医師が死亡を確認した。20分後に遺体は運び出され、埋葬のために用意された棺におさめられた。